# سعود بن حمود بن عبيد الرشيد
الأمير سعود الحمود الرشيد (اسمه الكامل: سعود الحمود العبيد العلي الرشيد الشمري)
تاسع حكام إمارة جبل شمر في حائل. (فترة حكمه : يوليو 1907 - أوائل 1908).
تولى سعود الحكم بعد عزل أخيه الأمير سلطان بن حمود من قبل أهالي حائل.